# Bignay
Bignay é uma comuna francesa na região administrativa da Nova Aquitânia, no departamento de Charente-Maritime. Estende-se por uma área de 8,73 km². Em 2010 a comuna tinha 407 habitantes (densidade: 46,6 hab./km²).